# شاهان ناتالی
شاهان ناتالی (ارمنی: Շահան Նաթալի؛ زادهٔ ۱۴ ژوئیهٔ ۱۸۸۴ - درگذشته ۱۹ آوریل ۱۹۸۳) یک عضو فدراسیون انقلابی ارمنی، و سازمان‌دهنده اصلی عملیات نمسیس، کمپین انتقامی بر ضد افسران سابق امپراتوری عثمانی، که نسل‌کشی ارمنی‌ها را در طی جنگ جهانی اول تحریک نمودند، بود. وی دیرتر با نگارش مقاله "The Turks and Us" نویسنده فلسفه ملی ارمنیان شد.